# Chiesa di San Frumenzio ai Prati Fiscali
La chiesa di San Frumenzio ai Prati Fiscali è un luogo di culto cattolico di Roma, nel quartiere Nuovo Salario, in via Cavriglia.

## Storia
La chiesa fu costruita all'inizio degli anni ottanta del XX secolo su progetto dell'architetto Eugenio Abruzzini, e fu consacrata solennemente il 30 settembre 1984.
La chiesa è sede parrocchiale, istituita il 18 marzo 1968 dal cardinale vicario Angelo Dell'Acqua con il decreto Quotidianis curis. Essa inoltre è sede del titolo cardinalizio di "San Frumenzio ai Prati Fiscali", istituito da papa Giovanni Paolo II il 28 giugno 1988.

## Arte e architettura
La chiesa è a pianta semicircolare e articolata in tre zone: una prima area a gradoni discendenti, una seconda area a sedili fissi, ed una terza area (il presbiterio) pianeggiante.
L'abside è decorata con una serie di sette icone, che compongono la Deesis: al centro è vi è l'icona di Cristo in trono; alla sua destra le icone raffiguranti la Madonna, l'Arcangelo Michele e San Pietro; alla sua sinistra le icone di San Giovanni Battista, dell'Arcangelo Gabriele e di San Paolo.
Ai piedi dell'ambone vi sono due tavole della stessa iconografa, raffiguranti l'Annunciazione di Ustjug, il cui originale risale al XII secolo.
A sinistra dell'ambone, appeso al soffitto, è presente l'icona del Cristo Vivo, un crocifisso di nuova iscrizione.
Tutte le icone, eseguite in tecnica slavo-bizantina, sono opera della iconografa Luciana Siotto.
Le pareti della chiesa sono abbellite dalle stazioni della Via Crucis opera del sacerdote francescano Andrea Martini; alle tradizionali 14 stazioni, l'autore ha voluto aggiungere altre 4 stazioni, legate ad episodi evangelici. Esse sono realizzate in vetroresina e sono i bozzetti delle opere bronzee esposte nella chiesa di San Gaspare del Bufalo. Dello stesso Martini la chiesa conserva alcune statue di santi.